# City Life (Reich)
Pour les articles homonymes, voir City Life.
City Life est une œuvre de musique contemporaine de Steve Reich composée pour ensemble musical et sons pré-enregistrés en 1995 à l'Arsenal de Metz. Élaborée autour des bruits de la ville de New York aux États-Unis, elle est une des œuvres les plus connues du compositeur américain de musique minimaliste.

## Historique
City Life (qui se traduit par « Vie urbaine ») est une commande de l'Ensemble Modern, du London Sinfonietta et de l'Ensemble intercontemporain. L'œuvre repose sur l'idée, présente dans les compositions de Reich depuis 1965, d'utiliser les bruits de la ville de New York, comme support rythmique de composition. Cependant, contrairement à des œuvres plus anciennes, comme Different Trains ou The Cave les sons ne sont pas joués par une bande magnétique, mais sont pré-enregistrés et échantillonnés par des claviers et joués en direct. Steve Reich est allé enregistrer dans les rues de la ville les bruits de klaxons de voiture, d'alarme, de freins, de sirènes de pompier et de police, de manifestations, mais aussi des sonorités du port de New York... identifiant immédiatement l'univers sonore d'une grande ville américaine et de New York en particulier. À cela s'ajoute l'enregistrement de voix et les échanges radio entre les pompiers de New York lors de l'attentat du World Trade Center de 1993, communiqués à Reich par les pompiers eux-mêmes.
La première mondiale a lieu le 7 mars 1995 à l'Arsenal de Metz en France par l'Ensemble intercontemporain dirigé par David Robertson.

## Structure
1. Check It Out ~5 min 35 s
2. Pile Driver/Alarms ~4 min
3. It's Been a Honeymoon—Can't Take No Mo' " ~5 min
4. Heartbeats / Boats & Buoys  ~4 min
5. Heavy Smoke ~5 min

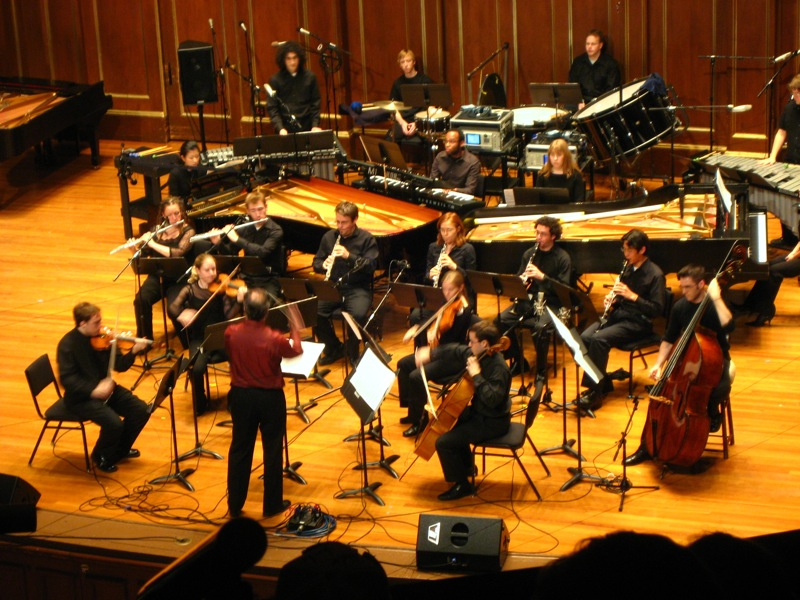
City Life en concert au New England Conservatory, 2007

City Life est écrit pour deux flûtes, deux hautbois, deux clarinettes, deux pianos, deux claviers avec échantillonneurs, un quatuor à cordes, une contrebasse,, deux vibraphones et des percussions. Les sons échantillonnés joués en direct sont couplés en général à un instrument (comme les bois pour les klaxons, ou les cymbales pour les bruits de freins). Les voix sont doublées par plusieurs instruments, mais contrairement aux premières compositions de Reich, elles ne sont pas à proprement déphasées, mais utilisées d'un point de vue rythmique.
L'exécution de City Life dure environ 24 minutes.

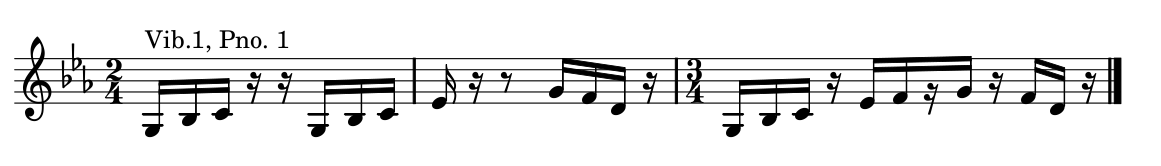
Thème principal de City Life de Steve Reich.

## Enregistrements
- Proverb – City Life – Nagoya Marimbas, par le Steve Reich Ensemble dirigé par Bradley Lubman, Nonesuch Records, 1996.
- Eight Lines – City Life – Violin Phase – New York Counterpoint, par l'Ensemble Modern, BMG (2002).